# Paroisse de Tangipahoa
La paroisse de Tangipahoa (anglais : Tangipahoa Parish) est une paroisse en Louisiane aux États-Unis. Le siège est la ville d'Amite. Elle était peuplée de 133 157 habitants en 2020. Elle a une superficie de 3 253 km² de terre émergée et 12 km² d’eau. Son nom dérive d'un mot Acolapissa qui signifie « épi de maïs » ou « ceux qui recueillent le maïs » 
La paroisse est enclavée dans l'État voisin du Mississippi, entre le comté d'Amite au nord, le comté de Pike au nord-est, les paroisses de Saint-Tammany et de Washington à l'est, la  paroisse de Saint-Jean-Baptiste au sud et les paroisses de Livingston et de paroisse de Sainte-Héléna à l'ouest. Le lac Pontchartrain est au sud-est de la paroisse.  

## Démographie
Lors du recensement de 2000, les 100 588 habitants de la paroisse se divisaient en 69,76 % de « Blancs », 28,35 % de « Noirs » et d’Afro-Américains, 0,39 % d’Asiatiques, 0,24 % d’Amérindiens, ainsi que 0,46 % de non-répertoriés ci-dessus et 0,78 % de personnes métissées.
La grande majorité des habitants de la paroisse (96,63 %) ne parlent que l'anglais ; la paroisse comptait 1,16 % qui parle le français ou le français cadien à la maison, soit 1 084 personnes qui ont plus de cinq ans parlant au moins une fois par jour la « langue de Molière » .

## Municipalités
| - Amite - Hammond - Independence | - Kentwood - Loranger - Manchac - Natalbany | - Ponchatoula - Roseland | - Tangipahoa - Tickfaw |